# Skogs kyrka, Hälsingland
Skogs kyrka är en kyrkobyggnad i tätorten Skog i Söderhamns kommun. Den 1805 invigda kyrkan tillhör Skogs församling i Uppsala stift.
I samband med renoveringen 1951 fick kyrkan freskomålningar av Erik Abrahamson; dels Jesus på korset och Moses med lagtavlorna i långhuset; dels fyra av Jesu liknelser i absiden i koret. Vid renoveringen 1987 tillkom ett nytt fristående altare utfört av finsnickaren Kaj Andersson i Löten, Skog, och ritat av arkitekt Uno Söderberg.
År 1912 påträffades den så kallade Skogbonaden i kyrkan. Denna härrör från 1200-talet och förvaras i Statens historiska museum i Stockholm, men sedan 2000 finns en kopia i kyrkan. Av kyrkans äldre tillhörigheter kan nämnas ett medeltida rökelsekar, en medeltida kyrkkista och ett exemplar av Gustav Vasas bibel, tryckt 1541.
Kyrkans tillkomst.
Församlingen i Skog hade under många år haft behov av en större kyrka. Den gamla av trä var för liten trots flera tillbyggnader. Det dröjde många år innan tillräckliga medel hade ihopsamlats för ett kyrkbygge då församlingen endast var 25 mantal. Den dåvarande prosten Olof Berg var den som med nit anskaffade medel med bra metod för hushållning av pengafonderna. Efter hans död fortsattes förvaltningen efter samma stil. Till slut lyckades det få tillräckligt belopp, församlingen hade också under tiden ökats, till att nu ett bygge kunde påtänkas. Ritning uppgjordes av kungliga arkitekten och sekreteraren Thure Wennberg och kyrkan uppfördes av Länsbyggmästare Christian Loëll (1750-1815) från Gävle. Spaden sattes i jorden den 27 september 1802 på en upphöjd plats nära landsvägen en bit ifrån den tidigare kyrkan och kyrkogården. Kyrkan mäter 68 alnar i längd, 26 alnar i bredd och 11 alnar i höjd. Tillkommer då tornet med 45 alnar i höjd. Kyrkan blev invigd den 1 december 1805 av kungliga hovpredikanten, Prosten i Ockelbo, magister Forsén. Denne hade fått ersätta den annars utsedde kontraktsprosten magister Norberg som blivit sjuk men som ändå bivistade det hela till glädje för församlingen. Altarprydnanden utgjordes av en liknande i porfyr målad portik. Därunder var ställd en sarkofag med törnekrona på och ett fristående kors. Nischen därbak hade målade skyar med grupper av änglahuvuden. Predikstolen målad i samma stil hade 3 sidor i basrelief med motiv ur bibliska historien. Väggfästet och taket sirat med sol, lövverk och kransar. Skulpturen och målningarna hade utförts av artisterna Gustaf Adolf Klint och Hansson.

## Orgel
- 1842 byggde Lars Niclas Nordqvist, Alfta en orgel med 12 stämmor.[2][3]
- 1917-1918 byggde Erik Henrik Erikson, Gävle en orgel med 16 stämmor, två manualer och pedal.
- 1947 byggde Åkerman & Lunds Nya Orgelfabriks AB, Sundbybergs stad. 1959 tillbyggdes orgeln. Orgeln är pneumatisk med rooseveltlådor. Den har två fria kombinationer, två fasta kombinationer och registersvällare. Tonomfånget är på 56/30. I orgeln ingår stora delar från 1917-1918 års orgel.

| Huvudverk I      | Svällverk II      | Pedal          | Koppel   |
| Principal 8'     | Borduna 16'       | Violon 16'     | I/P      |
| Gedackt 8'       | Salicional 8'     | Subbas 16'     | II/P     |
| Oktava 4'        | Rörflöjt 8'       | Gedackt 8'     | II/I     |
| Flöjt 4'         | Principal 4'      | Koralbas 4'    | I 4'     |
| Kvinta 2 2⁄3'    | Kvintadena 4'     | Nachthorn 2'   | II 16'/I |
| Oktava 2'        | Nasard 2 2⁄3'     | Rauschkvint II | II 4'/P  |
| Mixtur IV 1 1⁄3' | Blockflöjt 2'     | Fagott 16'     |          |
| Trumpet 8'       | Ters 1 3⁄5'       |                |          |
|                  | Skalmeja 8'       |                |          |
|                  | Tremulant         |                |          |
|                  | Crescendosvällare |                |          |

## Galleri

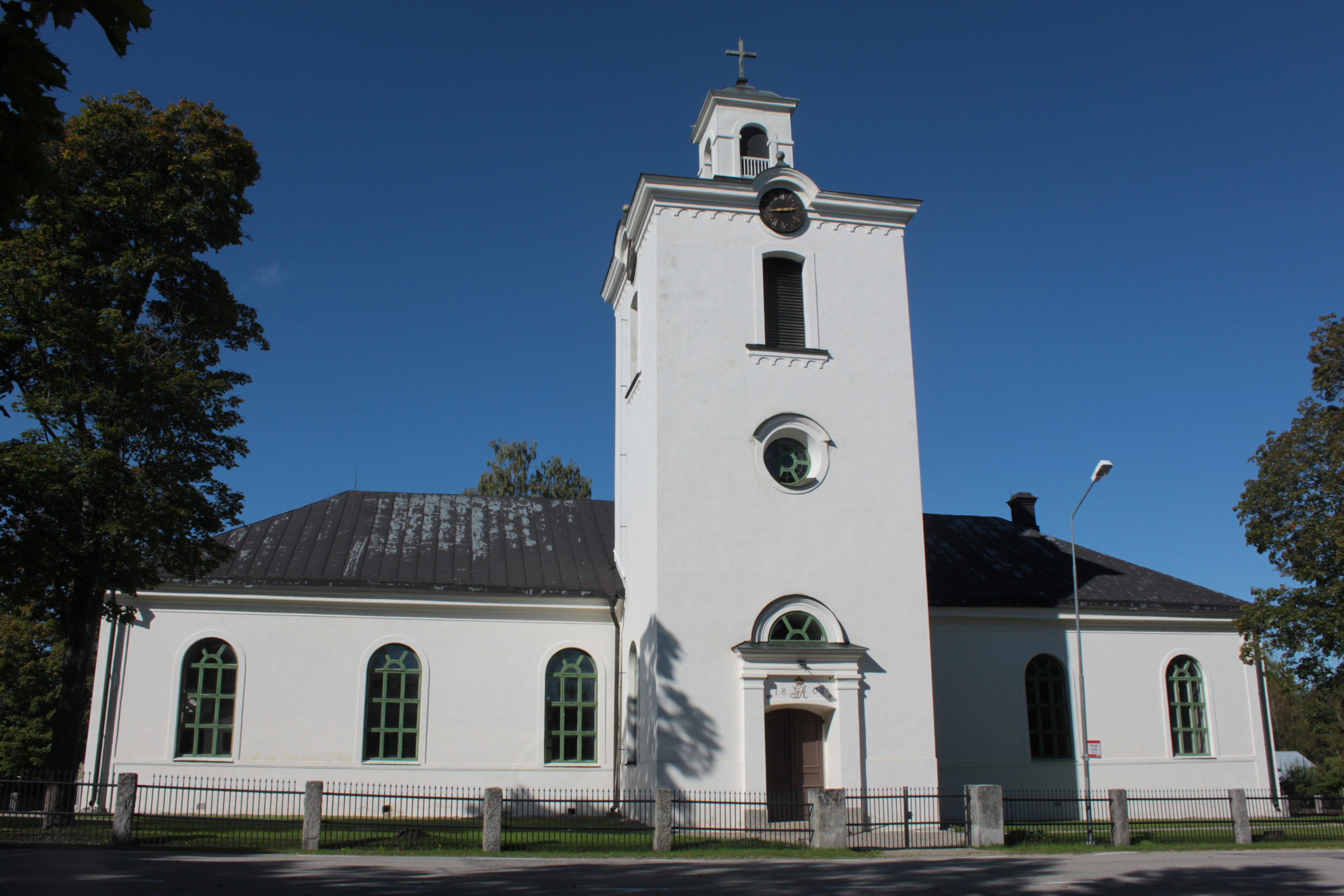
Kyrkan sedd från Kallbäcksvägen.
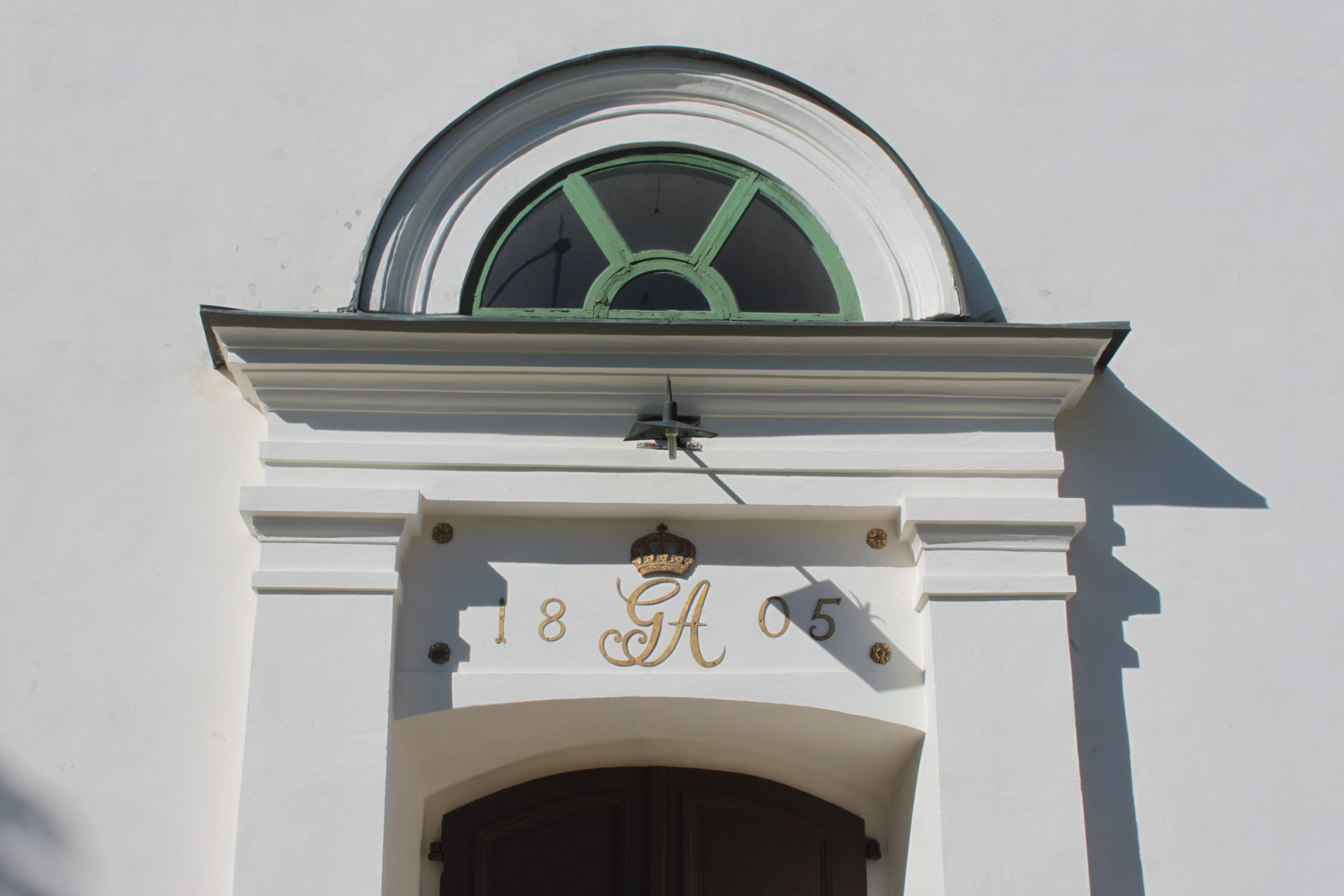
Portpartiets övre del.